# Université germanophone Gyula-Andrássy de Budapest
L’université Andrássy de Budapest (en hongrois : Andrássy Gyula Budapesti Német Nyelvű Egyetem, [ɒndɾaːʃi ɟulɒ budɒpɛʃti neːmɛt ɲɛlvyː ɛɟɛtɛm], en allemand : Andrássy Gyula Deutschsprachige Universität Budapest, [ɒndɾaːʃi ɟulɒ dɔɪtʃpraxigə univɛrzite:t budapɛst]) est une université privée sise à Budapest, capitale de la Hongrie. Fondée en 2001, l'université Andrássy de Budapest est la seule et unique université entièrement germanophone en dehors des pays où l’allemand est parlé. En tant qu'université européenne en Hongrie, elle est soutenue par cinq États partenaires (Autriche, Bade-Wurtemberg, Bavière, Allemagne, Hongrie) ainsi que par la Suisse et la Région autonome du Trentin-Tyrol du Sud.

## Histoire
L'idée de fonder l'AUB remonte à la « déclaration d'Ulm » du 22 février 2001. En effet, lors du sommet du Danube à Ulm, les premiers ministres de Hongrie, d'Autriche, du Bade-Wurtemberg et de Bavière sont convenus de soutenir la création d’une université germanophone à Budapest, déjà en projet en Hongrie, ainsi que de participer activement à sa mise en œuvre. La pierre angulaire du concept de communauté multinationale était désormais posée. L'élargissement de l'Union européenne prévu à l'époque en fut le catalyseur principal; la contribution des membres au processus d'intégration de la zone d'Europe centrale dans l'Union européenne débuta alors et se poursuit toujours.
Créée la même année par la Hongrie, la « Fondation publique pour l'Université germanophone à Budapest » a assumé le rôle de chargé de mission. En juin 2001, l'AUB a été reconnue par l’État sous couvert de l’Assemblée nationale hongroise. Un an plus tard, l'université germanophone Andrássy-Gyula de Budapest (université Andrássy Budapest - AUB) a débuté ses programmes d'enseignement.
Avec le nom « université germanophone Andrássy-Gyula de Budapest » les fondateurs ont placé l'institution et son futur rôle dans le droit fil de l’histoire de l'Europe centrale. L’éponyme de l’université, le comte Gyula Andrássy (1823-1890), fut actif lors de la révolution de 1848-49. Premier ministre hongrois entre 1867 et 1871 puis, jusqu'à sa démission en 1879, ministre des affaires étrangères de la Monarchie austro-hongroise, il était un ardent défenseur du Compromis austro-hongrois ayant établi la Double-monarchie. Il s’était engagé à promouvoir l’entente entre les nations et grâce à des initiatives hors du commun, il posera les jalons d’une étroite coopération entre les États d'Europe centrale. Il est entré dans l'histoire comme l'un des diplomates les plus éminents du XIXe siècle.
En dehors de l’Allemagne, l'AUB est la première université à être accréditée conformément aux règles et critères allemands. Grâce à son système qualité normalisé et certifié par EVALAG (organisme d'évaluation du Bade-Wurtemberg), l'université garantit les meilleures conditions d'études et d'enseignement. Elle est le cinquième établissement en Hongrie à avoir été retenu dans le programme d'excellence des établissements d’enseignement supérieur de Hongrie, l’élevant au rang d’« Université d'excellence nationale ».

## Études
Programmes Master (en langue allemande) :
- Relations internationales – Études européennes
- Économie et affaires internationales
- Management et Direction
- LL.M. Sciences politiques et jurisprudence comparées
- Administration européenne et internationale
- Histoire de l'Europe centrale
- Études d'Europe centrale – Diplomatie (« Diplomatie culturelle »)
- Études Région du Danube

Programme de doctorat – PhD :
Le programme de doctorat interdisciplinaire en langue allemande de l'AUB propose un cours de 3e cycle intégrant quatre matières avec comme ligne directrice « L'avenir de l'Europe centrale au sein de l'Union européenne » :
- Histoire
- Sciences politiques
- Jurisprudence
- Économie

## Bâtiment
Le palais Festetics, bâtiment historique, abritant l’AUB a été construit par l'architecte hongrois Miklós Ybl pour l'homme d'État hongrois György Festetics et se trouve au centre de Budapest, à proximité du Musée national hongrois.